# Christopher Kriesa
Christopher Kriesa (* 14. Mai 1947 in Davenport, Iowa) ist ein US-amerikanischer Schauspieler.
Er spielte u. a. im Kultfilm Karate Kid, neben Kirstie Alley in Carl Reiners Summer School als Strandpolizist, neben Jack Lemmon als Agent Kopeck in My Fellow Americans, neben Tom Hanks in Robert Zemeckis’ Cast Away – Verschollen den Piloten Kevin, in The Man Who Wasn’t There von Joel und Ethan Coen den Officer Persky und einen Polizisten neben Ellen DeGeneres in Mr. Wrong. Seine Vorliebe gilt vor allem Horrorfilmen, so als älterer Detektiv in Hellraiser V – Inferno und in Wes Cravens Shocker als Wachmann. Dem deutschen Publikum ist er vor allem aus Splatterfilmen des Regisseurs Olaf Ittenbach (Legion of the Death, Beyond the Limits und Chain Reaction) bekannt.

## Filmografie
- 1984: Karate Kid (The Karate Kid)
- 1991: Eve 8 – Außer Kontrolle (Eve of Destruction)
- 1996: Ein Präsident für alle Fälle (My Fellow Americans)
- 1996: Tiger Heart
- 2000: Cast Away – Verschollen (Cast Away)
- 2000: Hellraiser V – Inferno (Hellraiser: Inferno)
- 2001: The Man Who Wasn’t There
- 2002: Beyond the Limits
- 2003: Flashflood – Wenn der Damm bricht (Killer Flood: The Day the Dam Broke)
- 2006: Chain Reaction
- 2007: Dard Divorce